# Naoya Umeda
Naoya Umeda (梅田 直哉 Umeda Naoya?), född 27 april 1978 i Hiroshima prefektur, är en japansk före detta fotbollsspelare.
Umeda började sin karriär 2001 i Sanfrecce Hiroshima. Efter Sanfrecce Hiroshima spelade han för Urawa Reds, Montedio Yamagata, Shonan Bellmare, Gainare Tottori och FC Gifu. Han avslutade karriären 2012.